# 길건너 친구들
《길건너 친구들》(영어: Crossy Road)는 2014년 11월 20일 출시된 모바일 게임이다. 소규모 회사인 힙스터 웨일의 개발자 앤디 섬(Andy Sum), 맷 홀(Matt Hall), 벤 웨더럴(Ben Weatherall)이 제작했다. “닭은 왜 길을 건너갔을까?”에서 모티브를 따왔다.

## 같이 보기
- 프로거
- 레트로 게임